# Чжоу Вейці
Чжоу Вейці (кит. трад. 周唯奇; нар. 1 жовтня 1986, Чанчжоу, провінція Цзянсу) китайський шахіст. Близький друг і партнер по навчанню Бу Сянчжі.

## Кар'єра
В складі збірної Китаю двічі (2000, 2002) взяв участь у юнацькій шаховій олімпіаді до 16 років, зігравши загалом 19 партій (+11, =3, -5).
На Аерофлот опен 2008 (Група А2) посів 2-ге місце з рейтинговим перформенсом 2703. У травні 2008 року поділив перше місце за очками (8.0/11), але був 2-м на тай-брейку на 2-му Philippine International Open у Субік Бей Фріпорт.
На 79-му конгрес, що проходив з 16 по 26 листопада 2008 року в Дрездені (Німеччина) його титул гросмейстера підтверджено, що зробило його 26-м китайцем, який здобув це звання.
Три свої гросмейстерські норми виконав у:
- лютому 2007 року на Аерофлот опен (турнір А2) в Москві, набравши 5,5 очка в 9 партіях
- червні 2007 року на чемпіонаті Китаю в Чунціні, з результатом 6,5/11
- 2 листопада 2007 року на PGMA Cup Open у Манілі з результатом 7,0/9

Поділив 1-ше місце на 8-му чемпіонаті Азії (2009) і таким чином кваліфікувався на кубок світу 2009, який проходив у Ханти-Мансійську з 20 листопада по 15 грудня. Там у 1-му раунді переміг Еміля Сутовского, але в 2-му поступився Гаті Камському і вибув з подальшої боротьби.
Набравши 7 очок у 9 партіях (+5=4-0; рейтинговий перформенс 2704) поділив 1-ше місце, але посів 2-ге на тай-брейку на 17-му Меморіалі Чигоріна, що проходив з 14 по 25 жовтня 2009 року в готелі Holiday Inn Moskovskie Vorota в Санкт-Петербурзі.
2010 році виграв 7-й IGB Dato' Arthur Tan Malaysia Open у Куала-Лумпурі. 2015 року виграв прем'єр-секцію Doeberl Cup у Канберрі.

## Китай Шахової Ліги
Чжоу Вейці грає за Jiangsu Chess club у китайській шаховій лізі (CCL).

## Зміни рейтингу
| На цьому місці має відображатися графік чи діаграма, однак з технічних причин його відображення наразі вимкнено. Будь ласка, не видаляйте код, який викликає це повідомлення. Розробники вже працюють для того, щоби відновити штатне функціонування цього графіка або діаграми. | |
| | На цьому місці має відображатися графік чи діаграма, однак з технічних причин його відображення наразі вимкнено. Будь ласка, не видаляйте код, який викликає це повідомлення. Розробники вже працюють для того, щоби відновити штатне функціонування цього графіка або діаграми. |

## Зовнішні посилання
- Особова картка Чжоу Вейці на сайті ФІДЕ
- Партії Чжоу Вейці в базі Chessgames
- Особова картка Чжоу Вейці на сайті 365chess.com